# Dore Schary
Isadore "Dore" Schary (31. august 1905 - 7. juli 1980) var en amerikansk filminstruktør, manuskriptforfatter og filmproducer, og dramatiker, der blev leder af produktionen på Metro-Goldwyn-Maye og til sidst formand for studiet.

## Filmografi
- 1958 - Lonelyhearts (Manus)
- 1954 - En mand steg af toget (Producer)
- 1948 - Drengen med det grønne hår (Producer)
- 1945 - Vindeltrappen (Produktion)
- 1943 - Lassie vender hjem (Produktion)
- 1938 - Drengebyen (Manus)
- 1935 - Chinatown Squad (Manus)
- 1934 - Murder in the Clouds (Manus) / (historie)
- 1934 - Young and Beautiful (Manus)
- 1933 - Tåge over Atlanten (Manus)
- 1933 - Fury of the Jungle (Manus)